# Teplinus velatus
Teplinus velatus is een keversoort uit de familie molmkogeltjes (Corylophidae). De wetenschappelijke naam van de soort werd in 1861 gepubliceerd door Étienne Mulsant en Claudius Rey.